# Linda Sharp
Linda Kay Sharp (ur. 14 marca 1950 w Okmulgee) – amerykańska koszykarka uczelniana, następnie trenerka koszykarska.

## Osiągnięcia
Na podstawie, o ile nie zaznaczono inaczej.

### Zawodnicze

#### College
- Uczestniczka rozgrywek AIAW Final Four (1972)
- Zaliczona do Galerii Sław Sportu – California Community College Athletic Association (CCCWBCA) Hall of Fame (1993)[4]

### Trenerskie

#### Drużynowe
- Mistrzostwo:
  - NCAA (1983, 1984)
  - turnieju konferencji Sun Belt (1997)
  - sezonu zasadniczego konferencji:
    - Pac-10 (1983, 1984, 1986)
    - Pac-12 (1987)
- Rozgrywki:
  - Final Four:
    - NCAA (1983, 1984, 1986)
    - AIAW (1981)

  - Elite 8 turnieju NCAA (1982, 1983, 1984, 1986)
  - Sweet 16 turnieju NCAA (1982–1988)

#### Indywidualne
- Trenerka roku:
  - NCAA według:
    - WCAA (1984)
    - Sporting News (1984)

  - konferencji Pac-12 (1988)
- Laureatka Wade Trophy (1984)
- Zaliczona do Żeńskiej Galerii Sław Koszykówki (2001)